# Europäischer Erfinderpreis
Der Europäische Erfinderpreis wird vom Europäischen Patentamt (EPA) verliehen.
Der Preis zeichnet europäische Erfinder und Teams im Bereich der Industrie, Kleine und Mittelständische Unternehmen und Forschung aus. Zudem wird ein einzelner Preis jährlich an einen Erfinder für sein Lebenswerk sowie ein weiterer Preis an einen Erfinder vergeben, der nicht aus Europa kommt.
Partner sind in manchen Jahren das Land, das die EU-Ratspräsidentschaft innehat und die Europäische Kommission. Bis einschließlich 2009 hieß der Preis European Inventor of the Year Award. Er ist der einzige europäische Preis, der Lösungen in Angewandter Technik würdigt.

## Sieger

### 2024
| Kategorie                  | Preisträger                       | Leistung                                                                          |
| -------------------------- | --------------------------------- | --------------------------------------------------------------------------------- |
| Industrie                  | Fiorenzo Dioni und Richard Oberle | Hochpräzises Aluminium-Druckgussfahren für die Automobilindustrie                 |
| Forschung                  | Cordelia Schmid                   | Computern durch maschinelles Lernen das „Sehen“ beibringen                        |
| Außereuropäische Erfindung | Masato Sagawa                     | Neodym-Eisen-Bor-Magnete (NdFeB-Magnete), die weltweit stärksten Permanentmagnete |
| KMU                        | Olga Malinkiewicz und Team        | Druckbare, flexible Perowskit-Solarzelle                                          |
| Publikumspreis             | Olga Malinkiewicz und Team        | Druckbare, flexible Perowskit-Solarzelle                                          |
| Lebenswerk                 | Carol Vivien Robinson             | Fortschritte in der Biochemie dank Massenspektrometrie                            |

### 2023
| Kategorie                  | Preisträger                                                                            | Leistung                                                            |
| -------------------------- | -------------------------------------------------------------------------------------- | ------------------------------------------------------------------- |
| Industrie                  | Pia Bergström, Annika Malm, Jukka Myllyoja, Jukka-Pekka Pasanen und Blanka Toukoniitty | Umwandlung von Abfällen in erneuerbare Kraftstoffe                  |
| Forschung                  | Patricia de Rango, Daniel Fruchart, Albin Chaise, Michel Jehan und Nataliya Skryabina  | Sicheres und nachhaltiges Verfahren zur Speicherung von Wasserstoff |
| Außereuropäische Erfindung | Kai Wu und Team                                                                        | Li-Ionen-Batterien mit geringerem Entzündungs- und Explosionsrisiko |
| KMU                        | Rhona Togher und Eimear O’Carroll                                                      | Hochmodernes akustisches Material zur Geräuschdämmung               |
| Publikumspreis             | Patricia de Rango, Daniel Fruchart, Albin Chaise, Michel Jehan und Nataliya Skryabina  | Sicheres und nachhaltiges Verfahren zur Speicherung von Wasserstoff |
| Lebenswerk                 | Avelino Corma Canós                                                                    | Molekularsiebkatalysatoren zur Verbesserung chemischer Reaktionen   |

### 2022
| Kategorie                  | Preisträger                              | Leistung                                                              |
| -------------------------- | ---------------------------------------- | --------------------------------------------------------------------- |
| Industrie                  | Jaan Leis, Mati Arulepp und Anti Perkson | Optimierte kohlenstoffbasierte Materialien für Ultrakondensatoren     |
| Forschung                  | Claude Grison                            | Bodenentgiftung durch grüne Metallfresser                             |
| Außereuropäische Erfindung | Donald Sadoway                           | Flüssigmetallbatterien zur Speicherung erneuerbarer Energie           |
| KMU                        | Madiha Derouazi, Elodie Belnoue und Team | Plattform für therapeutische Krebsimpfstoffe                          |
| Publikumspreis             | Elena García Armada                      | Weltweit erstes anpassungsfähiges Roboter-Exoskelett für Kinder       |
| Lebenswerk                 | Katalin Karikó                           | Modifizierte Boten-RNA für lebensrettende Impfstoffe und Behandlungen |

### 2021
| Kategorie                  | Preisträger                     | Leistung                       |
| -------------------------- | ------------------------------- | ------------------------------ |
| Industrie                  | Per Gisle Djupesland            | nasale Medikamentenapplikation |
| Forschung                  | Robert N. Grass, Wendelin Stark | DNA-basierte Datenspeicherung  |
| Außereuropäische Erfindung | Sumita Mitra                    | Nano-Cluster beim Zahnersatz   |
| KMU                        | Henrik Lindström, Giovanni Fili | biegsame Solarpanels           |
| Publikumspreis             | Gordana Vunjak-Novakovic        | künstliche Organe              |
| Lebenswerk                 | Karl Leo                        | organische Halbleiter          |

### 2019
| Kategorie                  | Preisträger                      | Leistung                              |
| -------------------------- | -------------------------------- | ------------------------------------- |
| Industrie                  | Klaus Feichtinger, Manfred Hackl | Kunststoffrecycling                   |
| Forschung                  | Jérôme Galon                     | Krebsdiagnostik                       |
| Außereuropäische Erfindung | Akira Yoshino                    | Lithium-Ionen-Batterien               |
| KMU                        | Rik Breur                        | Folien gegen Fouling                  |
| Publikumspreis             | Margarita Salas Falgueras        | DNA-Amplifizierung für Genomforschung |
| Lebenswerk                 | Margarita Salas Falgueras        | DNA-Amplifizierung für Genomforschung |

### 2018
| Kategorie                  | Preisträger                    | Leistung                                                 |
| -------------------------- | ------------------------------ | -------------------------------------------------------- |
| Industrie                  | Agnès Poulbot, Jacques Barraud | selbsterneuerndes Reifenprofil                           |
| Forschung                  | Jens Frahm                     | real-time MRI                                            |
| Außereuropäische Erfindung | Esther Sans Takeuchi           | Hochleistungsbatterien für ICD                           |
| KMU                        | Jane Ní Dhulchaointigh         | knetbarer Allzweckkleber                                 |
| Publikumspreis             | Erik Loopstra, Vadim Banine    | EUV-Lithografie für Hochleistungshalbleiter              |
| Lebenswerk                 | Ursula Keller                  | Sättigbarer Absorber (SESAM) für ultraschnelle Pulslaser |

### 2017
| Kategorie                  | Preisträger                                                                                     | Leistung                                           |
| -------------------------- | ----------------------------------------------------------------------------------------------- | -------------------------------------------------- |
| Industrie                  | Jan van den Boogaart und Oliver Hayden                                                          | Schnelltest auf Malaria                            |
| Forschung                  | Laurent Lestarquit, José Ángel Ávila Rodríguez, Günter W. Hein, Jean-Luc Issler und Lionel Ries | Verbesserte Signaltechnik für Satellitennavigation |
| KMU                        | Günter Hufschmid                                                                                | Ölbindendes Wachs („Wunderwatte“)                  |
| Außereuropäische Erfindung | James G. Fujimoto, Eric A. Swanson und Robert Huber                                             | Optische Kohärenztomografie                        |
| Lebenswerk                 | Rino Rappuoli                                                                                   | Konjugierte Impfstoffe                             |
| Publikumspreis             | Adnane Remmal                                                                                   | Wirkungsverstärker für Antibiotika                 |

### 2016
| Kategorie                  | Preisträger                                                           | Leistung                        |
| -------------------------- | --------------------------------------------------------------------- | ------------------------------- |
| Industrie                  | Bernhard Gleich, Jürgen Weizenecker und Team                          | Magnetic Particle Imaging (MPI) |
| Forschung                  | Alim-Louis Benabid                                                    | Behandlung für Parkinson        |
| KMU                        | Tue Johannessen, Ulrich Quaade, Claus Hviid Christensen, Jens Nørskov | Ammoniak-Speicher               |
| Außereuropäische Erfindung | Robert Langer                                                         | gezielte Antikrebsmedikamente   |
| Lebenswerk                 | Anton van Zanten                                                      | ESP                             |
| Publikumspreis             | Helen Lee                                                             | Blut-Diagnostik-Kit             |

### 2015
| Kategorie                  | Preisträger                                 | Leistung                   |
| -------------------------- | ------------------------------------------- | -------------------------- |
| Industrie                  | Franz Amtmann, Philippe Maugars             | Near Field Communication   |
| Forschung                  | Ludwik Leibler                              | Vitrimere                  |
| KMU                        | Laura J. van 't Veer                        | Genetischer Brustkrebstest |
| Außereuropäische Erfindung | Sumio Iijima, Akira Koshio, Masako Yudasaka | Kohlenstoff-Nanoröhren     |
| Lebensleistung             | Andreas Manz                                |                            |
| Publikumspreis             | Ian Frazer, Jian Zhou                       | HPV-Impfstoff              |

### 2014
| Kategorie                  | Preisträger                                                                 | Leistung                          |
| -------------------------- | --------------------------------------------------------------------------- | --------------------------------- |
| Industrie                  | Koen Andries, Jérôme Guillemont                                             | Bedaquilin                        |
| Forschung                  | Christofer Toumazou                                                         | Mikrochip zum DNA-Testen          |
| KMU                        | Peter Holme Jensen, Claus Hélix-Nielsen, Danielle Keller                    | Energieeffiziente Wasserreinigung |
| Außereuropäische Erfindung | Charles W. Hull                                                             | 3D-Druck                          |
| Lebensleistung             | Artur Fischer                                                               | Dübel uvm.                        |
| Publikumspreis             | Masahiro Hara, Motoaki Watabe, Tadao Nojiri, Takayuki Nagaya, Yuji Uchiyama | QR-Code                           |

### 2013
- Lebenswerk: Martin Schadt (Schweiz)
- Industrie:  Claus Hämmerle, Klaus Brüstle (Österreich)
- Kleine und Mittelständische Unternehmen (KMU): Pål Nyrén (Schweden)
- Forschung: Patrick Couvreur (Frankreich)
- Außereuropäische Erfindung: Ajay Bhatt (Indien)
- Publikumspreis: Jose Luis Lopez Gomez (Spanien)

### 2012
- Lebenswerk: Josef F. Bille (Deutschland)
- Industrie: Jan Tøpholm, Søren Westermann und Svend Vitting Andersen (Dänemark)
- Kleine und Mittelständische Unternehmen (KMU): Manfred Stefener, Oliver Freitag und Jens Müller (Deutschland)
- Außereuropäische Erfindung: John O' Sullivan, Graham Daniels, Terence Percival, Diethelm Ostry und John Deane (Australien)

### 2011
- Lebenswerk: Per-Ingvar Brånemark (Schweden),
- Industrie: Ann Lambrechts (Belgien),
- Kleine und Mittelständische Unternehmen (KMU): Jens Dall Bentzen,
- Forschung: Christine Van Broeckhoven (Belgien),
- außereuropäische Erfindung: Ashok Gadgil und Vikas Garud (Vereinigte Staaten)

### 2010
- Lebenswerk: Wolfgang Krätschmer (Deutschland),
- Kleine und Mittelständische Unternehmen (KMU)/Forschung: Jürgen Pfitzer und Helmut Nägele (Deutschland),
- Industrie: Albert Markendorf (Schweiz) und Raimund Loser,
- außereuropäische Erfindung: Sanjai Kohli und Steven Chen (Vereinigte Staaten),
- außereuropäische Erfindung: Ben Wiens und Danny Epps (Volksrepublik China)

### 2009
- Lebenswerk: Adolf Goetzberger (Deutschland)
- Industrie: Jürg Zimmermann (Schweiz) und Brian Drucker (Vereinigte Staaten),
- Kleine und Mittelständische Unternehmen (KMU)/Forschung: Joseph Le Mer (Frankreich)
- außereuropäische Erfindung: Zhou Yiqing und Team (Volksrepublik China)

### 2008
- Lebenswerk: Erik De Clercq (Belgien)
- Industrie: Norbert Enning, Ulrich Klages, Heinrich Timm, Gundolf Kreis, Alois Feldschmid, Christian Dornberg und Karl Reiter (Deutschland)
- Kleine und Mittelständische Unternehmen (KMU)/Forschung: Douglas Anderson, Robert Henderson und Roger Lucas (Vereinigtes Königreich)
- außereuropäische Erfindung: Philip S. Green

### 2007
- Lebenswerk: Marc Feldmann (Vereinigtes Königreich)
- Industrie: Franz Lärmer und Andrea Urban (Deutschland)
- Kleine und Mittelständische Unternehmen (KMU)/Forschung: Catia Bastioli (Italien)
- außereuropäische Erfindung: Joseph P. Vacca

### 2006
- Lebenswerk: Federico Faggin (Italien)
- Industrie: Zbigniew Janowicz und Cornelis Hollenberg
- Kleine und Mittelständische Unternehmen (KMU): Stephen P. A. Fodor, Michael C. Pirrung, J. Leighton Read und Lubert Stryer
- Forschung: Peter Grünberg (Deutschland)
- außereuropäische Erfindung: Larry Gold und Craig Tuerk
- neue EU-Staaten: John Starrett, Joanne Bronson, John Martin, Muzammil Mansuri und David Tortolani